# Mohamadár
A mohamadár (Malia grata) a verébalakúak (Passeriformes) rendjébe, a Malia nembe tartozó egyedüli faj. Vitatott, mely családba tartozik, egyes rendszerezők a timáliafélék (Timaliidae) családjába, mások a bülbülfélék (Pycnonotidae) családjába sorolták. Jelenleg a tücsökmadárfélék (Locustellidae) családjának a tagja.
28 centiméter hosszú. Az Indonéziához tartozó Celebesz-sziget nedves hegyvidéki erdőiben él. Rovarokkal táplálkozik.

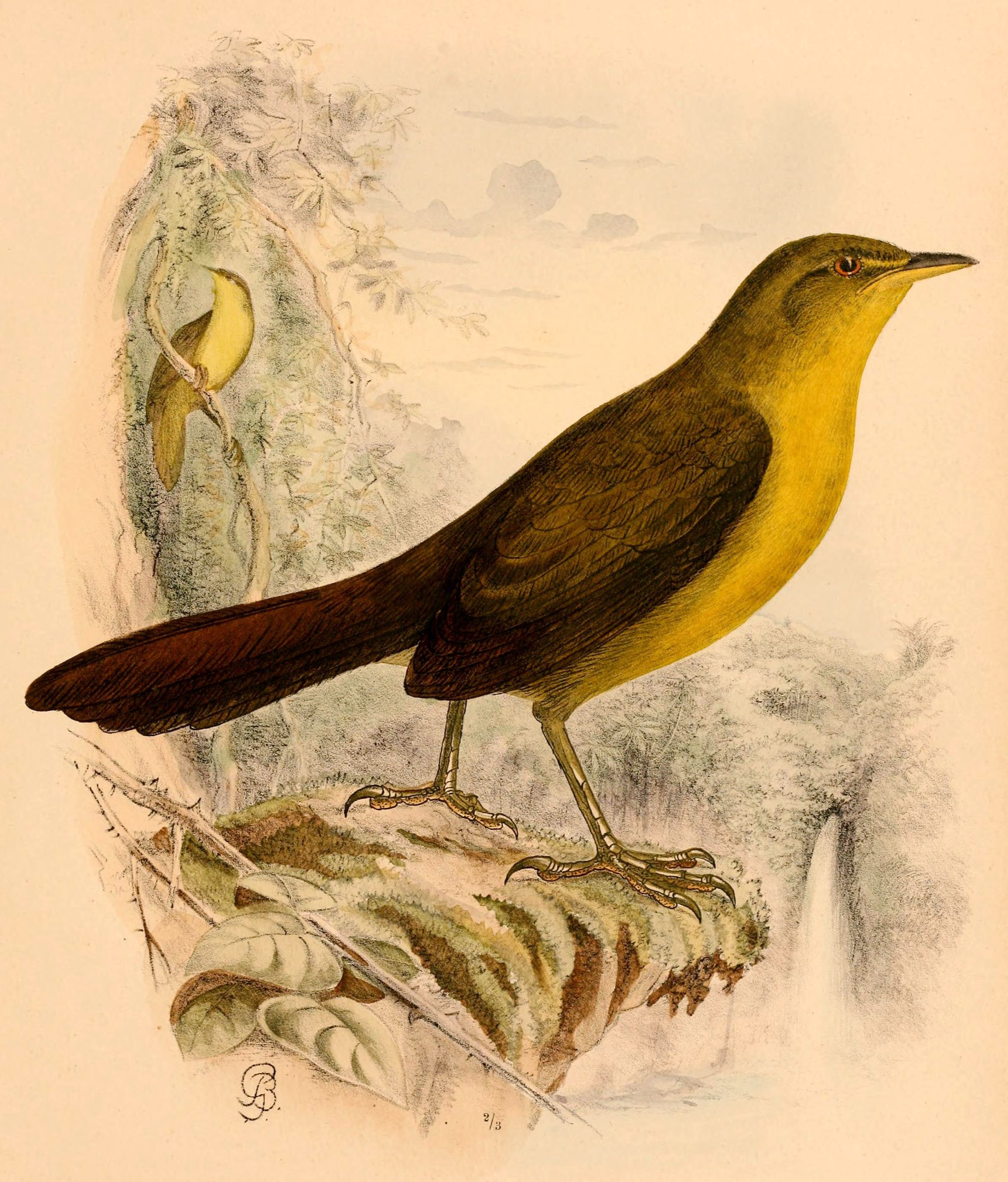
Malia grata recondita

## Alfajok
- M. g. recondita (A. B. Meyer & Wiglesworth, 1894) – észak-Celebesz;
- M. g. stresemanni (Meise, 1931) – közép- és délkelet-Celebesz;
- M. g. grata (Schlegel, 1880) – délnyugat-Celebesz.

## Fordítás
- Ez a szócikk részben vagy egészben  a   Yellow-browed bulbul című angol Wikipédia-szócikk fordításán alapul.  Az eredeti cikk szerkesztőit annak laptörténete sorolja fel. Ez a jelzés csupán a megfogalmazás eredetét és a szerzői jogokat jelzi, nem szolgál a cikkben szereplő információk forrásmegjelöléseként.